# 澳門年鑑
《澳門年鑑》，由澳門特別行政區政府新聞局每年編撰，為載有當年澳門各類資料的工具性出版物。屬地區性年鑑，旨在全面、系統地記錄澳門政治、經濟和社會文化等方面的基本情況，重大事件和主要發展變化，宣傳和推廣澳門，為研究和期望進一步瞭解澳門的人士提供翔實的資料和數據。

## 出版介紹
由於種種原因，《澳門年鑑》曾以不同形式，由不同的機構斷續編撰和出版。整體而言，《澳門年鑑》的出版分開兩個階段：

### 第一階段（1921—1980年）
只以葡文出版（Anuário de Macau），而在1932至1937年又曾以“Directório de Macau”（《澳門指南》）為名出版。主編和出版者方面，則先後為澳門政府（1921-1931年）、經濟總局（1932-1937年）、經濟廳（1938-1955年）、經濟統計廳（1956-1961年）、新聞旅遊處（1962-1979年）和旅遊新聞署（1980年），期間也並非每年出版，有時是合刊（例如1953-1955年），有時甚至沒有出版（例如從1958至1961年）。
此階段的《澳門年鑑》，主要刊載澳門概況和一般資料、簡史、重要法令、工商機構名錄、政府機構職員名錄、教育、體育、民間團體、慈善機構概況，以及氹仔和路環概況等，但不收錄當年的新聞紀事（除1980年外，當時該書以《澳門新聞年鑑》為名發行，也是唯一一期）。此外也一般接受商戶廣告，附於書末。
在《澳門年鑑》暫停發行後，有關政府機構職員名錄的部分，由行政暨公職司在1989年開始，以《澳門公共行政年刊》（Administração Pública de Macau）為名出版。澳門回歸後，書名改為《澳門特別行政區公共行政》。

### 第二階段（2002年—）
由澳門特別行政區政府新聞局編撰和出版，分別發行中文、葡文（Macau - Livro do Ano）和英文版（Macao Yearbook）。
此階段的《澳門年鑑》，除了收錄當年的新聞紀事外，還收錄澳門特別行政區各方面的概況，包括政制行政、法律司法、對外關係、經濟、公共秩序、文化體育、教育、衛生福利、傳媒通訊、基建運輸、宗教風俗和歷史地理等；另附澳門特別行政區政府主要官員、部門、駐外機構名單、外國駐澳領事機構名單、授勳名單和各類統計數據。
為了方便廣大讀者閱讀《澳門年鑑》，新聞局除了不斷加強年鑑印刷版的發行工作外，還於2006年起正式公開推出《澳門年鑑》電子版。
《澳門年鑑》的內容大體上分為五部分：澳門特別行政區政府施政理念、大事紀要、澳門特別行政區年度回顧、澳門特別行政區概況和附錄。
其中，澳門特別行政區年度回顧主要是分門別類地記錄特區在上一年出現的新面貌、新變化、新情況，以及在行政、立法和司法方面的重點工作，採用的資料具有較強的時效性。
澳門特別行政區概況則涵蓋着政制和行政、法律和司法制度、對外關係、經濟、博彩業、旅遊、公共秩序、教育、文化體育、衛生和社會福利、傳媒通訊和資訊科技、土地基建房屋和公用事業、運輸、地理環境和人口、宗教和風俗、歷史等16大類目。當中，博彩業是由《2004澳門年鑑》一期開始，從經濟一章分拆出來，並擴大篇幅，獨立成章，以適應社會的需要。總體而言，編寫澳門特別行政區概況較着重資料的系統性和完整性。
附錄則主要載有澳門特區行政、立法、司法領域的主要官員、委員、議員名單，政府部門通訊錄，旅遊局駐外地旅遊代表處 ，外國駐澳門特區領事機構，澳門特區護照及旅行證件簽證待遇，獲澳門特區免簽證待遇的國家和地區，適用於澳門特區的多邊國際公約，澳門特區年度勳章、獎章及獎狀頒授名單，澳門特區的主要統計數據表等。
《澳門年鑑》引述的數字和資料主要來自特區各相關部門和統計暨普查局，其時限絕大部份截至當年年底，但部份內容依據實際情況略有延伸，以儘量強化年鑑的時效性。
為了豐富《澳門年鑑》的內容及增強圖文並茂的閱讀效果，出版機構除了重視文字、數據資料的質量外，還非常重視配上適當的照片。《2004澳門年鑑》更首次從澳門特區政府新聞局聯同澳門八個攝影團體舉辦的「澳門城市新貌」攝影比賽中，精選了30多幅作品作為內頁插圖，讓帶有工具書性質的年鑑得與攝影藝術結合起來，從而增添了《澳門年鑑》的視覺享受和審美效果。新聞局舉辦2010澳門『美好一刻』攝影比賽，邀請8家攝影團體及4家傳媒團體合辦，徵集反映過去一年澳門美好時刻的優秀攝影作品。獲獎及入選的優秀照片除作公開展覽之外，合適的照片還將用作《2010澳門年鑑》封面或插圖。
《澳門年鑑》分中、葡、英三種文字版本。其中，葡、英文版本根據中文文本翻譯、編輯出版。
2011年12月16日《澳門年鑑》英文版出版同時又推出iPhone應用程式(App)，方便市民瀏覽查閱。次年3月12日再新增iPad版。用戶經應用程式可下載年鑑全部或部份章節內容保存於iPad內，方便離線閱讀。 
2013年為配合新聞局出版的《澳門年鑑》，iOS更新版及新增Android版應用程式推出，用戶可在App Store及Google Play下載年鑑全部或部份章節內容，方便閱讀。另設《澳門數據》、《澳門特區政府年度施政重點》、《大事記要》以及《主要官員》等專有欄目選項，讓讀者單選快速瀏覽有關的內容；而《澳門數據》欄目以圖表方式清晰展示歷年數據對比資料。
從2016年開始，基於數位閱讀和環保的考量，《澳門年鑑》中、葡、英版本將停止紙本印刷，集中完善電子版，增添更多圖文資料以至視頻內容，滿足需求。

## 同名出版物
香港的富源機構曾於1984年出版過一期《澳門年鑑》，記述1983年澳門的概況。

## 外部連結
- 澳門年鑑